# Berda
Berda (ukr. Берда, dawne nazwy Hipakiris, Agara) – rzeka na południu obwodu zaporoskiego Ukrainy.
Źródła rzeki znajdują się na Wyżynie Azowskiej, długość rzeki wynosi 125 km, a powierzchnia dorzecza 1760 km². Uchodzi do Morza Azowskiego koło miasta Berdiańsk.